# Quarterly Journal of Economics
Le Quarterly Journal of Economics, abrégé QJE, est un journal académique publié par la MIT Press et édité par le Département d'Économie de l'Université Harvard depuis 1886. Le QJE est ainsi historiquement la première revue professionnelle d'économie publiée en anglais. Les études qui y sont publiées concernent aussi bien des questions de microéconomie que de macroéconomie (études empiriques et théoriques). Le QJE est considéré comme l'une des revues d'économie les plus prestigieuses. Son facteur d'impact, 6 662 en 2016,   le classe en effet premier sur 347  revues spécialisées en économie.

## Bibliométrie
Plus de 250 articles publiés par le Quarterly Journal of Economics ont été écrits par des Prix Nobel d'économie.

## Articles célèbres
Plusieurs articles publiés dans le Quarterly Journal of Economics ont eu un impact important sur les théories micro et macroéconomiques. Les plus notables sont les suivants :
- 1891 : "Distribution as Determined by a Law of Rent", par John B. Clark
- 1895 : "The Positive Theory of Capital and Its Critics", par Eugen von Böhm-Bawerk
- 1924 : "Fallacies in the Interpretation of Social Cost", par Frank H. Knight
- 1943 : "The Interpretation of Voting in the Allocation of Economic Resources", par Howard Rothmann Bowen
- 1956 : "A Contribution to the Theory of Economic Growth", par Robert Solow
- 1970 : "The Market for "Lemons": Quality Uncertainty and the Market Mechanism", par George Akerlof
- 1973 : "Job Market Signaling", par Michael Spence
- 1976 : "Equilibrium in Competitive Insurance Markets: The economics of markets with imperfect information", par Michael Rothschild et Joseph Stiglitz
- 1980 : "A Reformulation of the Economic Theory of Fertility", par Robert Barro et Gary Becker
- 1983 : "A Theory of Competition among Pressure Groups for Political Influence", par Gary Becker
- 1992 : "A Contribution to the Empirics of Economic Growth", par N. Gregory Mankiw, David Romer, et David N. Weil
- 1997 : "Golden Eggs and Hyperbolic Discounting", par David Laibson
- 1997 : "Does Social Capital Have An Economic Payoff? A Cross-Country Investigation", par Stephen Knack et Philip Keefer
- 1999 : "A Theory of Fairness, Competition, and Cooperation", par Ernst Fehr et Klaus M. Schmidt
- 2000 : "Monetary Policy Rules And Macroeconomic Stability: Evidence And Some Theory", par Richard Clarida, Jordi Galí, et Mark Gertler
- 2002 : "Information Technology, Workplace Organization, and the Demand for Skilled Labor: Firm-Level Evidence", par Timothy F. Bresnahan, Erik Brynjolfsson et Lorin M. Hitt